# Província de Maryland
```
   |-
       |
Erro:
:  
valor não especificado para "
nome_comum
"
```

A Província de Maryland, concedida em 1632 e estabelecida nesse mesmo ano, foi uma colônia inglesa e mais tarde britânica na América do Norte, até 1776, quando se juntou às outras doze das Treze Colônias em rebelião contra a Grã-Bretanha e se tornou o estado americano de Maryland. Seu primeiro assentamento e capital foi St. Mary's City, no extremo Sul do condado de "St. Mary", que é uma península na baía de Chesapeake e também é cercada por quatro rios de maré.

## Histórico
A Província de Maryland começou como uma colônia proprietária do inglês Lord Baltimore, que desejava criar um refúgio para os católicos ingleses no Novo Mundo na época das guerras religiosas europeias. Embora Maryland tenha sido pioneira na tolerância religiosa nas colônias inglesas, conflitos religiosos entre anglicanos, puritanos, católicos e Quakers eram comuns nos primeiros anos, e os rebeldes puritanos assumiram brevemente o controle da província. Em 1689, no ano seguinte à Revolução Gloriosa, John Coode liderou uma rebelião que removeu Lord Baltimore do poder em Maryland. O poder na colônia foi restaurado para a família de Baltimore em 1715, quando Charles Calvert, 5º Barão de Baltimore, insistiu em público que era protestante.
Apesar da competição precoce com a colônia da Virgínia, ao Sul, e a colônia holandesa da Nova Holanda, ao Norte, a Província de Maryland se desenvolveu ao longo de linhas muito semelhantes às da Virgínia. Seus primeiros assentamentos e centros populacionais tendiam a se agrupar em torno dos rios e outros cursos de água que desembocam na Baía de Chesapeake e, como a Virgínia, a economia de Maryland rapidamente se centrou no cultivo de tabaco, e sua venda à Europa. A necessidade de mão-de-obra barata e, mais tarde, com a economia agrícola mista que se desenvolveu quando os preços do tabaco caíram, levou a uma rápida expansão da "servidão por contrato", do "desterro penal" além da imigração forçada e escravização dos africanos. Maryland recebeu uma cota maior de criminosos do que qualquer outra província.
No início da década de 1770, a Província de Maryland participou ativamente dos eventos que antecederam a Revolução Americana e ecoou os eventos em toda a Nova Inglaterra, estabelecendo comitês de correspondência e organizando sua própria "festa do chá" semelhante à que ocorreu em Boston. Os maiores mentores dessas atividades e eventos, foram: Charles Carroll e Samuel Chase. Em 1776, a antiga ordem havia sido derrubada quando os cidadãos de Maryland assinaram a Declaração de Independência, forçando o fim do domínio colonial britânico.
- As "Maryland Laws" de 1727.
- Um close no primeiro parágrafo do "Maryland Toleration Act".
- Um mapa da Província de Maryland.